# Казаринов, Пантелеймон Константинович
Пантелеймо́н Константи́нович Каза́ринов (3 сентября 1885, Иркутск, Иркутская губерния, Российская империя — 27 октября 1937, Сандармох, Медвежьегорский район, Карельская АССР, РСФСР, СССР) — русский и советский библиограф, библиотечный деятель, краевед и преподаватель.

## Биография
Родился 3 сентября 1885 года в Иркутске. Отец, Константин Дмитриевич Казаринов (1840—1911), потомственный сибирский купец. Мать — Саламатова Варвара Федоровна (1848—1930). В семье 16 было детей, 11 из которых умерли в детстве. Учился в Иркутской духовной семинарии, но был отчислен за участие в революции 1905 года. В 1905 году поступил на юридический факультет КазГУ, но проучившись два года перевёлся в СпбГУ на этот же факультет, который он окончил в 1910 году.
После окончания университета служил в судебном ведомстве, далее занимал должность преподавателя ИркГУ, состоял в членстве совета Иркутской публичной библиотеки.
В начале 1927 г. он переехал в Новосибирск. Здесь он стал представителем ВСОРГО (Восточно-Сибирским отделом Русского географического общества) в центральном бюро краеведения при АН СССР. В апреле 1927 г. Казаринов был утвержден в должности ученого секретаря редакции Сибирской советской энциклопедии. В 1927—1933 гг. он являлся основным организатором редакторской работы и внутреннего механизма функционирования редколлегии ССЭ. При его участии решались важные теоретические и практические вопросы: разрабатывалась методика составления словников и проект инструкции для их авторов, подбирался авторский коллектив и т. д. Через два с половиной года, 14 сентября 1929 г., вышли пробные экземпляры первого тома. В марте 1931 г. вышел второй том энциклопедии, а в апреле 1933 г. — третий.
В 1929 году был избран на должность первого директора Западно-Сибирской краевой научной библиотеки, одновременно с этим работал в СибКП в качестве библиографа.
21 января 1933 г. П. К. Казаринов был арестован по ложному обвинению в «подготовке к отторжению Сибири». Больше шести месяцев шло «следствие», и все это время Казаринов находился во внутренней тюрьме ОГПУ на Коммунистической улице в Новосибирске. По постановлению коллегии ОГПУ от 5 августа 1933 г. по статьям 58-2 и 58-11 УК РСФСР приговорён к 10 годам лишения свободы и направлен в СЛОН. Из-за больного сердца он был освобожден от общих работ и определён в библиотеку, где занимался переводом финского эпоса «Калевала» на русский язык. Находясь в заключении заведовал лагерной библиотекой. 15 мая 1935 г. он сообщал в письме к семье, что закончил работу и передал её в монастырский музей.
В октябре 1937 года Казаринова и ещё 1115 заключенных включили в первый соловецкий список «антисоветских элементов», подлежащих расстрелу по приказу НКВД № 00447. 9 октября 1937 года тройка УНКВД по Ленинградской области приговорила Пантелеймона Казаринова к высшей мере наказания. Заключенных вывезли в Медвежьегорский район Карелии, где в течение нескольких дней приговоры в отношении 1111 человек (один человек умер, четверо этапированы в другие места) были приведены в исполнение. Казаринова расстреляли 27 октября 1937 года. Определением Военной коллегии Верховного суда СССР от 29 июля 1958 постановление коллегии ОГПУ от 1933 г. отменено и дело прекращено за отсутствием состава преступления, а Пантелеймон Константинович реабилитирован.
Подлинные обстоятельства смерти Казаринова стали известны в начале 1990-х, когда были обнаружены документы о расстреле в архиве Архангельского КГБ. До этого времени считалось, что П. К. Казаринов умер 27 октября 1939 г. в возрасте 54 лет. В конце 1958 г. семья получила соответствующее свидетельство о смерти № 079938 из Ленинского отдела ЗАГСа Ленинграда.

## Регистрационное обследование Соловецкого архипелага 1934 года
В 1934 г. в составе «особой бригады» Соловецкого музея при участии Александра Афанасьевича Евневича осуществил регистрационное обследование Соловецкого архипелага на предмет выявления памятников истории и архитектуры. «Бригада» проводила исследование под непосредственным руководством начальника Культурно-воспитательной части Соловецкого отделения Д. В. Головлева. Перед выходом на маршруты были камерально изучены музейные и библиотечные фонды. Подготовительный период включал исследование исторических карт, монастырских архивов, материалы предыдущих исследований и регистрационных описаний СОК (Соловецкого общества краеведения), опубликованных в 1927—1928 гг. Н. Н. Виноградовым, в том числе «Соловецкие лабиринты», «Новые лабиринты Соловецких островов», «Каталог доисторических памятников Анзера», в которых были зарегистрированы памятники археологии. В тексте Казаринов также ссылался на издания Соловецкого летописца конца XVI в., исторические литографии, альбом «Виды местности Соловецкого монастыря» 1885 г., «Историческое описание Голгофо-Распятского скита», составленное архимандритом Мелетием, 1912 г.
Пантелеймон Константинович обследовал северо-западную часть Большого Соловецкого острова и о. Анзер. Помимо описания более сотни объектов, им был подготовлен альбом из 98 фиксационных зарисовок, обмерных чертежей, кроков и планов, собранных в приложении. Александр Афанасьевич изучал окрестности Кремля — южная и юго-восточная части Большого Соловецкого острова, Заяцкие и Мусколмские острова. В III части рукописи им было описано 143 объекта и представлено 130 фиксационных зарисовок в альбоме-приложении.
Календарный график движения по обоим маршрутам остается не до конца ясным, хотя время пребывания в некоторых местах можно установить по датировкам рисунков и планов. Только раз в тексте у Евневича встречаются точные даты осмотра Большого Заяцкого острова — 11-12 июля. Открытыми также остаются вопросы, было ли сопровождение, оказывалась ли помощь на водных переправах, в перемещении на большие расстояния, или дистанции преодолевались только пешком, определялись ли места ночевок.
Результатом их работы стал 410-старничный том, куда вошли 248 зарисовок, схем и планов. Анализ рукописного текста показывает, что I сводный раздел отчета был также подготовлен П. К. Казариновым. Он свел воедино материалы II и III частей, типологически систематизировал и классифицировал описанные объекты, с выделением двух крупных обобщающих разделов: «Доисторические памятники» (12 лабиринтов, 16 каменных выкладок и курганов) и «Памятники исторические» (21 сооружение, включая каналы; 28 культовых зданий и 92 памятника гражданского зодчества; 47 монументальных памятников и 58 предметов старинного быта) — суммарно 274 объекта.
Материалы, собранные безвинно погибшими в 1937 г. узниками СЛОНа П. К. Казариновым и А. А. Евневичем, в последней четверти ХХ в. стали одним из источников для изучения, сохранения и реставрации памятников бесценного культурного ландшафта, нашедших отражение на карте духовного и культурного наследия архипелага, созданной в Институте Наследия. В 1992 г. «Историко-культурный ансамбль Соловецких островов» был включен в список Всемирного наследия ЮНЕСКО.

## Научные работы
Основные научные работы посвящены библиографии и краеведению. Автор многих научных работ.
- Определил задачи сибирской библиографии.